# Cmentarz pomiędzy Bramą Wałową
Cmentarz pomiędzy Bramą Wałową (niem. Friedhof zwischen im Wallthor) – nieistniejący obecnie cmentarz w Stargardzie.
Cmentarz został założony w 1745, na terenie dzisiejszego parku Zamkowego. Przez cały okres kampanii napoleońskiej grzebano tu żołnierzy francuskich. Z powodu chowanych żołnierzy zwano go także Cmentarzem Wojskowym. Został zlikwidowany pod koniec XIX wieku. Obecnie dokładne określenie granic jest niemożliwe.